# Abarán

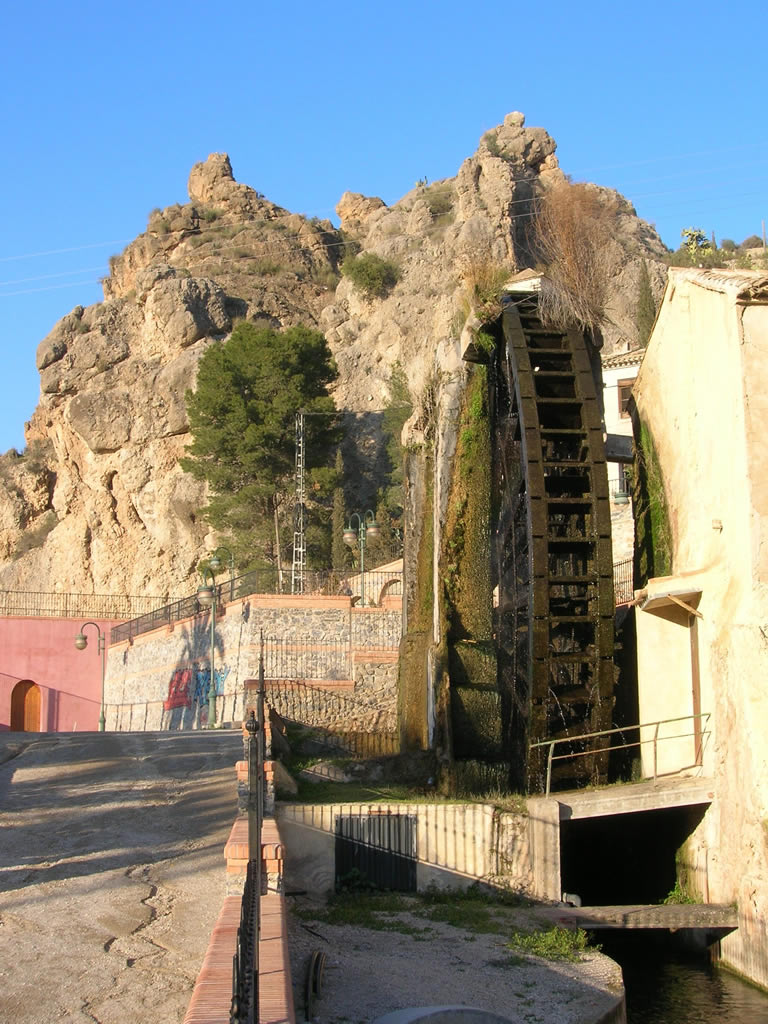
Bánh xe nước nước Abarán

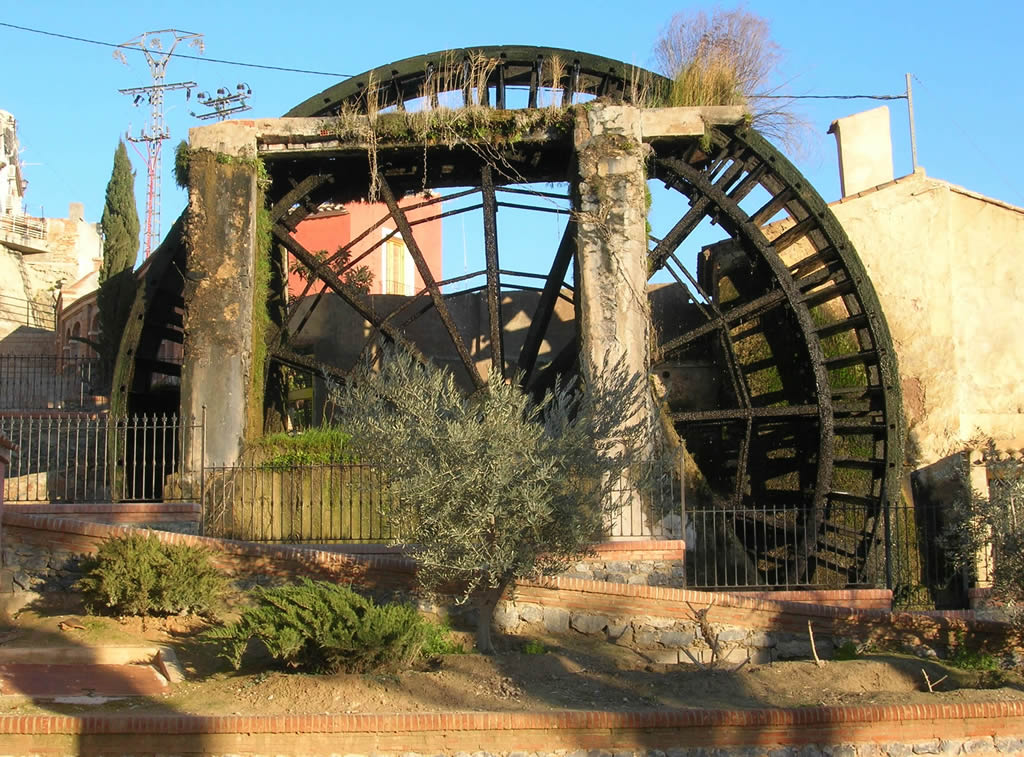
Bánh xe nước Abarán

Abarán là một đô thị ở tỉnh Murcia. Đô thị này nằm trong thung lũng Ricote bên bờ sông Segura, cách thành phố Murcia 40 km. Đô thị này thuộc về giáo khu Santiago. Dân số của Albarán là 12.917 người (2005). Abarán thuộc về comarca Vega Alta del Segura, có thủ phủ là Cieza.

## Dân số

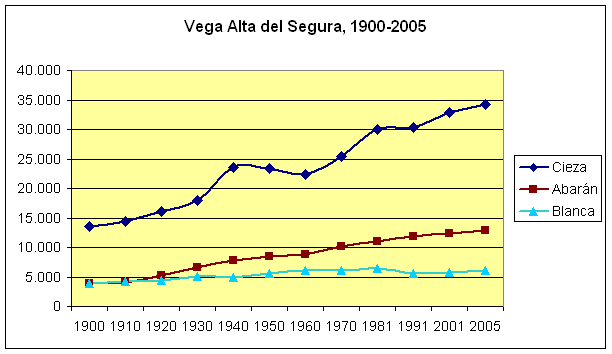
Mức dân số trong giai đoạn 1900-2005 so với Blanca và Cieza

38°12′B 1°24′T / 38,2°B 1,4°T